# Kaisen-Denkmal

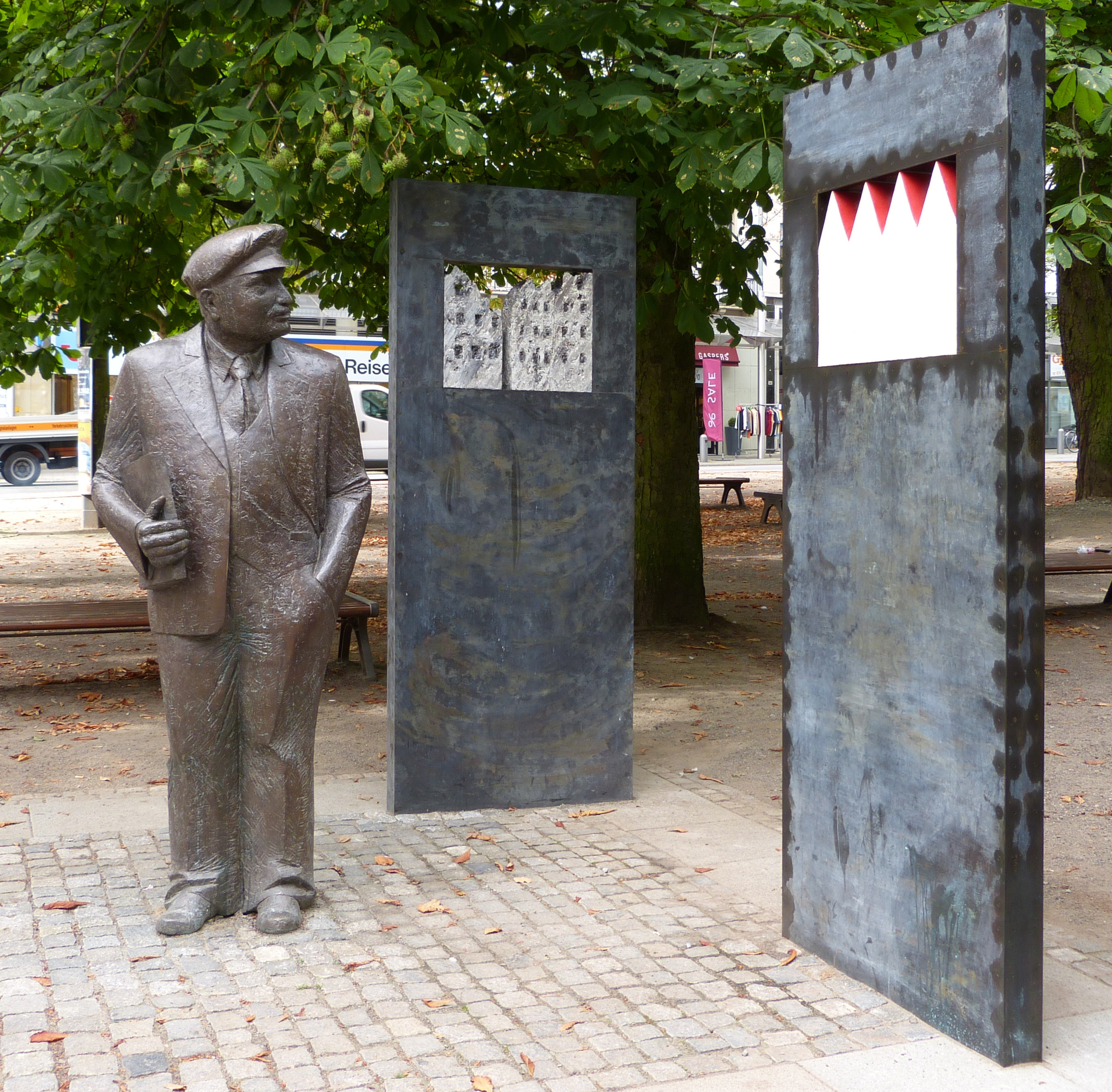
Wilhelm-Kaisen-Denkmal

Das Kaisen-Denkmal in Bremen-Mitte im Kastanienwäldchen Am Wall / Herdentor wurde am 22. Mai 2012 zum 125. Geburtstag von Wilhelm Kaisen aufgestellt und wird in der Liste der Denkmale und Standbilder der Stadt Bremen geführt.
Das Denkmal aus Bronze stammt von der Bildhauerin Christa Baumgärtel. Zwei Stelen symbolisieren Kaisens Aufbauleistung: Hinter ihm die Kriegszerstörung und sein Blick gilt den neuen Häusern, getreu seinem Wahlspruch: „Kiek nich in Muusloch, kiek inne Sünn!“ („Guck nicht ins Mauseloch, guck in die Sonne!“)
Von Baumgärtel (* 1947) stammen in Bremen noch eine Bronzebüste von Kaisen vor dem Ortsamt Borgfeld (1985), das Denkmal für Mudder Cordes in der Knochenhauerstraße (1987), Mann und Frau (1992) und der Vegesacker Wal-Kiefer (1980 oder 1987).
Wilhelm Kaisen (1887–1979) war ein Bremer Journalist und Politiker der Sozialdemokratischen Partei Deutschlands (SPD). Von 1920 bis 1928 sowie 1933 war er Mitglied der Bremischen Bürgerschaft und von 1928 bis 1933 Senator für Wohlfahrtswesen in Bremen. Die Zeit des Nationalsozialismus in Bremen verbrachte er mit seiner Familie als Landwirt im heutigen Bremer Stadtteil Borgfeld, wo seit 1985 ein ebenfalls von Christa Baumgärtel geschaffenes Denkmal an ihn steht. 1945 berief ihn die amerikanische Besatzungsmacht in den Senat und kurz darauf zum Präsidenten des Senats und Bremer Bürgermeister. Kaisen wurde sechs Mal wiedergewählt. Er prägte den politischen und wirtschaftlichen Wiederaufbau der Hansestadt bis 1965 entscheidend und gilt in Bremen als Symbol des Wiederaufbaus.